# Les Thilliers-en-Vexin
Les Thilliers-en-Vexin es una localidad y comuna francesa situada en la región de Alta Normandía, departamento de Eure, en el distrito de Les Andelys y canton de Étrépagny.

## Demografía
| 305 | 328 | 393 | 403 | 403 | 496 |
| Para los censos de 1962 a 1999 la población legal corresponde a la población sin duplicidades (Fuente: INSEE [Consultar]) |     |     |     |     |     |